# 曹谁
曹谁（英語：Cao Shui or Shawn Cao，1982年—），原名曹宏波，字亚欧，号巴别塔主，山西榆社人，中华人民共和国诗人、作家、剧作家、翻译家。中国八零后代表作家之一，中国作家协会会员，世界诗歌运动亚洲协调员。2007年，发起“大诗主义运动”，被称为中国80后发起的三大文学思潮之一。
著有诗集《冷抒情》《亚欧大陆地史诗》《帝国之花》等10部，长篇小说《巴别塔尖》《昆仑秘史》（三部曲）等10部，童话《雪豹王子》《野牦牛三姐妹》《三江源国家公园绘本》等18部，文集《大诗学》《可可西里动物王国》《昆仑游》等4部，译著《伊斯坦布尔的脚步》《理想国的歌声》《太阳中的金色鸟》等四部，电影剧本《太阳城》、舞台剧本《雪豹王子》、电视剧《孔雀王》等100多部集。多部长篇小说改编为影视剧、广播剧、舞台剧等。其创作的小说《昆仑秘史》系列获得广泛的好评。2008年去职远游，在西藏、新疆游历数月而返，现居北京。
他的作品被翻译为英、法、德、俄、日、韩、藏、维、彝、蒙、瑞典、希腊、印地、丹麦、波兰、越南、意大利、西班牙、土耳其、阿拉伯、匈牙利、葡萄牙、爱尔兰、尼泊尔、哈萨克、塞尔维亚、克罗地亚、吉尔吉斯、阿尔巴尼亚、斯洛文尼亚等30种文字，被印度杰出诗人拉蒂·萨克塞纳称为是“领导新世界的年轻一代”的代表诗人，被称为“国际曹”。曾获首届中国青年诗人奖、第4届曹禺杯剧本奖、第8届意大利罗马当代国际诗歌艺术学院奖、第12届俄罗斯金骑士奖等50多项省级以上文艺奖。曾参加第34届麦德林国际诗歌节、第26届哈瓦那国际诗歌节、第14届印度Kritya国际诗歌节等多个国际诗歌节。他是《大诗刊》主编，《世界诗歌》副主编，北京国际诗电影春晚总策划，丝绸之路国际诗歌节执行主席，博鳌国际诗歌节常务副秘书长。

## 写作生涯
曹谁于1982年6月5日出生于中国山西省榆社县，从小喜欢文学，1999年开始创作。2006年毕业于青海民族大学中文系，后在西海都市报社做编辑二年，2008年辞职在西藏和新疆旅行几个月后返回开始自由写作生涯。他曾经在2010年和2011年分别两次被推荐参加中国作家协会鲁迅文学院第十四届中青年作家班和第一届青年作家英文班。2017年，曹谁进入北京师范大学读研究生，并于2020年获得文学硕士学位。
他在2007年写作《大诗主义宣言》，创立《大诗刊》，后又写作《大诗学》《大文学》，发起“大诗主义运动”，核心主张是：合一天人、融合古今、合璧东西。长篇小说《昆仑秘史》系列为他赢得文坛的声誉和市场的收益。他又在2017年创立诗电影运动和剧小说运动，推动电影和诗歌的融合。
2018年到2020年，他是中国诗坛影响巨大的“曹伊之争”的主角，曹谁为代表的大诗主义运动和伊沙为代表的后口语诗派进行了三年的论战，大诗主义倡导：合一天人、融合古今、合璧东西，而后口语诗主张：口语写作、身体在场、事实诗意。这次论战影响巨大，中国诗坛有136位诗人写作评论和诗歌，被中国评论界著名刊物《文学自由谈》称为“中国新诗百年道路之争”，“盘峰论争以来最大的论争”，“21世纪诗坛最现代化的论战”，影响了中国诗坛的走向。
2018年，曹谁加入世界诗歌运动，广泛参加世界国际交流。他先后参与创办博鳌国际诗歌节、丝绸之路国际诗歌节、北京诗电影国际诗歌春晚等诗歌节，参与创办《世界诗歌》《世界诗人》《世界诗坛》《国际诗歌》等刊物，参与创立博鳌国际诗歌奖、丝绸之路国际诗歌奖、大诗主义运动勋章等文学奖，因此被中国诗坛称为“国际曹”，在国际诗坛则被称为“中国曹”（China Cao）。

## 主要作品

### 诗集
- 《谁在苦闷中象征》，诗集，汉语诗歌资料馆，2007
- 《冷抒情——亚欧大陆牧歌》，诗集，北寒带诗歌沙龙，2007
- 《亚欧大陆地大阴阳图》，诗集，玄鸟诗社，2009
- 《亚欧大陆地史诗》，长诗，汉语诗歌资料馆，2010；北岳文艺出版社， ISBN：9787537854993，2018
- 《通天塔之歌》The Lyric of Babel（英语，汉语，西班牙语），韩任德Brendan Higginbottom [美国] 和罗伯特·艾多Roberto Aedo [智利] (类型出版社， ISSN：2225-1499，2018
- 《帕米尔堡的新娘》，类型出版社， ISSN：2225-1499，2018
- 《帝国之花》Flowers of Empire （意大利语，英语，汉语） 雪莲Fiori Picco [意大利]译，意大利花达西亚出版社Fiori d’Asia Editrice，2021
- 《在伊斯坦布尔倾听世界的心跳》Listening to the Heartbeat of the World in Istanbul （土耳其语） 纽都然·杜门Nurduran Duman [土耳其] 译，土耳其1984出版社1984 Press，ISBN：9786057229311，2023
- 《亚欧大陆地史诗：东西方的爱恨情仇》Epic of Eurasia: Love and Hate Between East and West（意大利语），兰伯特·加齐亚Lamberto Garzia[意大利]译，意大利世界潮流文化协会MONDO FLUTTUANTE，2024.

### 长篇小说
- 《巴别塔尖》长篇小说，光大出版社, ISBN 978-988-99738-1-0, 2007；
- 《昆仑秘史：巴别塔尖前传》长篇小说，贵州人民出版社, ISBN：9787221099334，2012；
- 《昆仑秘史1：时间地轴》长篇小说，贵州人民出版社, ISBN：9787221092274, 2010；
- 《昆仑秘史2：传国玉玺和罗马皇冠》长篇小说，贵州人民出版社，ISBN 9787221095121, 2011；
- 《昆仑秘史3：玛雅通天塔》长篇小说，贵州人民出版社，ISBN：9787221131096, 2016；
- 《乱世孤星：虎台太子传奇》长篇小说，青海人民出版社，ISBN：9787225045771, 2013；
- 《北魏风云：源贺传》（合著），长篇小说，青海人民出版社，ISBN：978-7-225-05610-4, 2018；
- 《血色娘子军》，长篇小说，2024

### 童话
- 《雪豹王子》 (青海人民出版社, ISBN：978722505297, 2017).
- 《大河的家在哪儿》 (中国地图出版社, 2024).
- 《鹰飞不过的雪山》 (中国地图出版社, 2024).
- 《雪山之王归来》 (中国地图出版社, 2024).
- 《野牦牛诺尔》 (中国地图出版社, 2024).
- 《奔跑吧！藏羚羊》 (中国地图出版社, 2024).
- 《藏野驴的隐身术》 (中国地图出版社, 2024).
- 《黑颈鹤的等待》 (中国地图出版社, 2024).
- 《我不是兀鹫》 (中国地图出版社, 2024).
- 《苏巴不怕冷》 (中国地图出版社, 2024).
- 《一只虫子的梦想》 (中国地图出版社, 2024).
- 《野牦牛三姐妹》 (江河电子出版社, 2024).
- 《藏野驴爸爸》 (江河电子出版社, 2024).
- 《雪豹王子》 (江河电子出版社, 2024).
- 《藏羚羊护卫队》 (江河电子出版社, 2024).
- 《熊美人》 (江河电子出版社, 2024).
- 《旱獭酒吧》 (江河电子出版社, 2024).
- 《野牦牛三姐妹》Three Sisters of Wild Yak （意大利语） 雪莲Fiori Picco [意大利] 译，《野牦牛三姐妹》 (意大利花达西亚出版社Fiori d’Asia Editrice，2024).

### 文集
- 《巴别塔尖手记》（散文集，内蒙古人民出版社，ISBN：9787204102594，2009年12月）
- 《可可西里动物王国》（青海民族出版社，ISBN：9787542030757，2018）
- 《昆仑游》（济南出版社，ISBN：9787548861737，2024）

### 理论
- 《大诗主义宣言》 (《大西北诗报》2007第3期).
- 《大诗学》 (《西风带》2013第1期，2010).
- 《大文学》 (《中国汉诗》2018第1期).
- 《诗电影运动宣言》（2017）
- 《剧小说运动宣言》（2017）
- 大诗学——诗歌、小说、戏剧的互文性》(世界诗歌运动，2022).
- 《中国现代诗歌简史》A Brief History of Modern Chinese Poetry （意大利语）兰伯特·加齐亚Lamberto Garzia 译，(意大利世界潮流文化协会MONDO FLUTTUANTE，2024).

### 主编
- 《汉诗三百首》（主编：赖庭阶、曹谁）(北岳文艺出版社，ISBN：9787537863025，2020).
- 《诗战十八军诗选》（名誉主编：曹谁）(中华文化出版社，ISBN：9789979658859，2024).

### 翻译
- 《伊斯坦布尔的脚步》Steps of Istanbul(纽都然·杜门Nurduran Duman著)（汉语，英语，土耳其语)澳大利亚先驱出版社The Herald Publisher Proprietary Limited,ISBN 9781925875089,2019.
- 《理想国的歌声》Song of Dream Land(费尔南多·伦德Fernando Rendon著)(北岳文艺出版社，ISBN：9787537868419，2024）
- 《太阳中的黄金鸟》Golden Bird in the Sun(瓦迪姆·特里金Vadim Terekhin著)(北岳文艺出版社，2024）

## 所获奖项
2010中国十佳年度青年诗人。2013年中国年度十佳诗人。
长篇小说《昆仑秘史1：时间地轴》获第五届青海青年文学奖之“文学之星”奖”。《昆仑秘史》（三部曲）2014年10月获青海省第七届文学艺术奖。
组诗《忧伤库库淖尔》获得第二届上官军乐诗歌奖提名奖